# 아르장퇴유 연안의 돛단배
아르장퇴유 연안의 돛단배(프랑스어: Bassin d'Argenteuil avec un seul voilier)는 프랑스 인상파 화가 클로드 모네가 1874년에 그린 유화 작품으로, 프랑스 아르장퇴유 분지의 가을 풍경을 담았다.

## 상세
이 작품은 모네가 파리 외곽 센강변의 도시인 아르장퇴유에 살던 시절에 그려졌다. 모네는 이곳에서 배 한 척을 장만하여 강 위를 떠다니는 작업실로 사용하고 주변의 수많은 풍경을 그림으로 남겼다.
1899년 아일랜드의 극작가이자 사회운동가인 에드워드 마틴이 사촌인 조지 무어의 권유로 구입했다. 1924년 아일랜드 국립미술관에 기증되어 현재까지 소장되어 있다. 그림의 가격은 약 1000만 유로로 추산된다.
2012년 6월 29일 오전 11시경, 국립미술관을 방문한 앤드류 섀넌 (Andrew Shannon)이란 남성이 그림을 주먹으로 때리는 사건이 발생했다. 이때의 충격으로 "거의 3갈래로 크게 찢어질 정도"로 큰 손상을 입은 것으로 전해졌다.
미술관 측은 18개월 동안 긴급 복원 작업에 나서, 2014년 7월 1일 보호유리를 씌운 상태로 재공개하였다. 복구 과정에서 손상 부위의 7%가 손실되었으며, 미세한 실로 다시 이어붙이는 작업도 함께 이루어졌다. 앤드류 섀넌은 이 사건으로 법원에서 5년의 징역형을 선고받았다.

## 같이 보기
- 클로드 모네의 작품 목록